# Atilla (ruhadarab)
Az atilla egy magyar, választékosan szőtt zubbony vagy rövid öltöny, melyet zsinórokkal vagy gombokkal díszítenek. Történelmileg ez a huszárok, a magyar lovasság öltözékének volt a része. Ez a vidéki férfilakosságnak, valamint a nemesség és a tisztviselők ruhatárának is szerves része volt.
Atillát sok stílusban készítettek, és sok színben elérhető volt. Volt közöttük fekete, szürke, kék, zöld, piros és fehér is. Néhányat török eredetű dolmánnyal fedtek le.
Elképzelések szerint az atilla eredete a XVI. századig nyúlik vissza, mikor a magyarok között is elterjedt a szokás, hogy a rövid kabátjukat a vállukon átvetve hordják. Hideg vagy csapadékos időben az atillát a mellkasnál be lehetett gombolni, és úgy lehetett hordani, mint a dzsekiket.
Egy eredetileg egy angol katonától származó legenda szerint egy éjszaka a törökök megtámadták a magyar huszárokat, akiknek így nem volt elég idejük, hogy rendesen felöltözzenek. Emiatt a kabátjukat csak felcsapták a fél vállukra, és így indultak csatába. Ennek következtében „a rövid kabátok repülő ujjai” miatt a törökök azt képzelték, az ellenségnek kettőnél több karja van, így inkább elmenekültek a csatatérről.
Egyéb leírások szerint a magyar lovasok félvállra vetve hordták a kabátjaikat, így is védve magukat a feléjük záporozó nyilak elől. Régebben a magyar lovasok állatbőrt használtak hasonlóképpen. 1850 után az osztrák–magyar lovasság atillája hosszabb lett. 1892 óta az atilla az erdészek ruházatának is része lett. Ők fekete vagy sötétzöld változatot hordtak, melyen hét aranyzsinór és hét aranygomb fénylett. A XVIII. század végén és a XIX. században Európa és Latin-Amerika több országában is huszárságot alakítottak, ahol gyakran viselték a szőtt mentéket atillára vagy dolmányra felvéve, gyakran a vállon átdobott formában. A XIX. század közepére az atilla a Királyi Holland Kelet-indiai Hadsereg egyenruhájának a részévé vált.
Kováts Mihály, a magyar huszár, aki az egyik első amerikai lovasságot toborozta, képezte, szervezte és vezette, szintén gyakran hordott atillát.

## Fordítás
Ez a szócikk részben vagy egészben  az   Attila (clothing) című angol Wikipédia-szócikk ezen változatának fordításán alapul.  Az eredeti cikk szerkesztőit annak laptörténete sorolja fel. Ez a jelzés csupán a megfogalmazás eredetét és a szerzői jogokat jelzi, nem szolgál a cikkben szereplő információk forrásmegjelöléseként.